# Sercus

Sercus este o comună în departamentul Nord, Franța. În 1 ianuarie 2022 avea o populație de 489 de locuitori.